# Rivière de Penerf, marais de Suscinio
Rivière de Penerf, marais de Suscinio este o arie protejată (sit de importanță comunitară — SCI) din Franța întinsă pe o suprafață de 4.916 ha, din care 63 % marine.

## Localizare
Centrul sitului Rivière de Penerf, marais de Suscinio este situat la coordonatele 47°30′17″N 2°38′45″W / 47.50472°N 2.64583°V.

## Înființare
Situl Rivière de Penerf, marais de Suscinio a fost declarat arie specială de conservare în baza directivei 92/43 din 1992 referitoare la conservarea habitatelor naturale și a faunei și florei sălbatice pentru a proteja 2 specii de plante și 12 specii de animale.

## Biodiversitate
Situată în ecoregiunea atlantică, aria protejată conține 17 habitate naturale: Faleze cu vegetație de pe coastele atlantice și baltice, Pășuni mediteraneene udate de apa mării (Juncetalia maritimi), Pajiști uscate europene, Recifuri, Estuare, Terase mlăștinoase și terase nisipoase neacoperite de apă la reflux, Salicornia și alte specii anuale care populează regiunile mlăștinoase și nisipoase, Pășuni atlantice udate de apa mării (Glauco-Puccinellietalia maritimae), Pajiștile Spartina (Spartinion maritimae), Dune de coastă fixe cu vegetație erbacee („dune gri”), Dune mobile de-a lungul țărmului cu Ammophila arenaria („dune albe”), Lagune de coastă, Tufărișuri halofile mediteraneene și termo-atlantice (Sarcocornetea fruticosi), Vegetație anuală la limita mareei, Bancuri de nisip acoperite în permanență slab de apă marină, Depresiuni intradunale umede, Golfuri mici largi și golfuri puțin adânci.
La baza desemnării sitului se află mai multe specii protejate:
- plante (2): Luronium natans, Rumex rupestris
- mamifere (7): liliac cârn (Barbastella barbastellus), Halichoerus grypus, vidră de râu (Lutra lutra), liliac comun (Myotis myotis), liliacul mare cu potcoavă (Rhinolophus ferrumequinum), liliacul mic cu potcoavă (Rhinolophus hipposideros), delfin mare (Tursiops truncatus)
- nevertebrate (3): croitorul mare al stejarului (Cerambyx cerdo), Coenagrion mercuriale, rădașcă (Lucanus cervus)
- pești (2): Alosa alosa, Alosa fallax

Pe lângă speciile protejate, pe teritoriul sitului au mai fost identificate 7 specii de plante, 1 specie de păsări, 1 specie de pești.